# Stéfano De Gregorio
Stéfano De Gregorio (Haedo, Morón, provincia de Buenos Aires; 16 de septiembre de 1994), conocido artísticamente como Yeyo De Gregorio, es un actor, streamer,  jugador de esports y exfutbolista argentino. Es conocido por sus papeles en diversas telenovelas infantojuveniles como Rincón de luz (2003), Floricienta (2004-2005), Chiquititas sin fin (2006) y Casi ángeles (2007-2010).

## Carrera profesional

### 2000-2011: establecimiento como actor infantil y pausa
En el año 2000, a los 6 años de edad, De Gregorio comenzó su carrera como actor con una aparición especial en la telenovela infantil Chiquititas, interpretando el papel de Cupido. Ese mismo año, tras quedar en un casting, formó parte de la comedia musical Saltinbanqui dirigida y protagonizada por Marcelo de Bellis en el teatro Santa María. A partir de esto, de Bellis llevó a Stéfano a trabajar a Videomatch para que participara en las cámaras ocultas de El peor viaje de tu vida, donde tenía que ponerse en rol de un «chico pesado». Más tarde, De Gregorio interpretó el papel de Roberto Medina en la película dramática Valentín (2002) dirigida por Alejandro Agresti.
Luego de su primera participación en televisión, la productora Cris Morena decidió convocar a Stéfano para que formara parte de varios de sus proyectos, siendo el primero de ellos Rincón de luz (2003), donde dio vida a Mateo Salinas. Poco después, Stéfano integró el elenco protagónico de la telenovela infantil Floricienta (2004-2005), en la cual jugó el papel de Tomás Fritzenwalden.
En 2006, formó parte de la remake Chiquititas sin fin emitida por Telefe, donde encarnó el papel de Juan Manuel "Petardo" Flores. Al año siguiente, interpretó el papel de León "Lleca" Benítez en la telenovela juvenil Casi ángeles, la cual le otorgó popularidad y le significó su papel más recordado.
En 2011, Stéfano realizó participaciones especiales en las ficciones Peter Punk de  Disney XD y Decisiones de vida de Canal 9, como así también fue el conductor del micro-programa Súper bonus dedicado a la cobertura del detrás de escena de la tira infantil Supertorpe de Disney Channel. 
Después de estos proyectos, De Gregorio firmó un contrato de trabajo por 5 años con la empresa de Cris Morena, sin embargo, esto no pudo concretarse, ya que la productora decidió suspender sus trabajos durante todos esos años debido a la muerte de su hija Romina Yan.
A causa de este contrato, De Gregorio ya había pedido una hipoteca de $50.000 dólares para comprar una casa a sus padres, pero como el contrato no se cumplió y no aparecieron otras propuestas para trabajar como actor, Stéfano tuvo que retirarse temporalmente del ámbito artístico y comenzó a trabajar en otro tipo de ocupaciones, realizando presencias y conducciones en diferentes eventos para generar ingresos que le ayuden a saldar la deuda que había contraído.

### 2014-2019:  retorno a la actuación
En 2014, tras mantenerse dos años alejados de la actuación, De Gregorio obtuvo el papel de Miguel Insaurralde en la telenovela de comedia dramática Somos familia, donde su personaje fue el interés amoroso de Malena Miranda (Maite Lanata).
A principios del 2015, De Gregorio consiguió el papel de Federico Minelli en la telenovela musical Esperanza mía producida por Pol-ka y emitida por Canal 13.
En el 2016, Stéfano protagonizó la obra teatral El canasto dirigida por Nicolás Vázquez en el teatro Picadilly junto a Santiago Vázquez, Belu Lucius, Emily Lucius, Santiago Maratea, Bautista Lena y Paloma Ker.
A comienzos del 2017, Stéfano se unió al elenco principal de la telenovela de drama médico Golpe al corazón de Telefe, en la cual interpretó a Diego "Peti" Figueroa, el hermano menor adoptivo del Toro Farías (Sebastián Estevanez). Ese mismo año, protagonizó la pieza teatral Desesperados junto a Agustín Sierra y Nicolás Furtado en el teatro Buenos Aires, siendo dirigidos por Lía Jelín.
En 2018, De Gregorio se sumó como panelista a la mesa del programa Polémica en el bar emitido por América TV, donde se mantuvo por un año entero.
A fines del 2018 y durante el verano del 2019 de la temporada teatral de Villa Carlos Paz, Stéfano se incorporó a la obra Sé infiel y no mires con quién dirigida por Fabián Gianola en el teatro Candilejas, donde personificó a Bobby Brown, un diseñador de modas que finge ser gay. Por este papel, De Gregorio fue premiado en los premios VOS y en los premios Carlos como actor revelación.
En mayo del 2019, Stéfano coprotagonizó junto a Florencia Bertotti y María Valenzuela la comedia teatral 100 metros cuadrados dirigida por Manuel González Gil en el Multitabarís, donde personificó a un vendedor de una inmobiliaria.

### 2019-presente: faceta digital y fugaz paso por el fútbol
En octubre del 2019, Stéfano decidió poner en pausa su carrera como actor para incursionar en la comunidad del streaming, donde formó parte de la primera señal digital argentina llamada Peek Studios, en la cual se desempeñó como conductor del programa de entrevistas Yeyow transmitido por Twitch y se dedicó como atleta ciberdeportivo, siendo parte del equipo profesional de esports al competir en el Counter-Strike: Global Offensive hasta finales del año 2020.
En enero del 2021, De Gregorio anunció que se retiraba de la actuación y del streaming para dedicarse a su carrera como futbolista, ya que fue convocado para probarse en el Club de Fútbol Lorca Deportiva en España. El 17 de agosto de ese año, Stéfano debutó, llevando la camiseta número 3 en un partido contra el Club Olímpico de Totana, al cual lograron vencer con un marcador que terminó 1 a 0. Sin embargo, en abril del 2022, Stéfano decidió abandonar su carrera futbolística en España y regresar a Argentina, debido a la tardanza de la realización de los papeles que necesitaba para quedarse. Más tarde, se convirtió en el conductor del ciclo digital de entrevistas Biri biri emitido por YouTube a través del canal República Zeta.
En agosto del 2022, Stéfano fue anunciado como uno de los participantes oficiales de la competencia física The Challenge Argentina de Telefe, que tuvo su estreno el 7 de marzo del 2023 y De Gregorio resultó ser el tercer finalista del programa.

## Filmografía

### Cine
| Año  | Título   | Papel          | Director          |
| ---- | -------- | -------------- | ----------------- |
| 2002 | Valentín | Roberto Medina | Alejandro Agresti |

### Televisión
| Año       | Título                   | Papel                        | Notas                              |
| --------- | ------------------------ | ---------------------------- | ---------------------------------- |
| 2000      | Chiquititas              | Cupido                       |                                    |
| 2001      | Videomatch               | Niño pesado                  | Segmento: El peor viaje de tu vida |
| 2003      | Tres padres solteros     |                              |                                    |
| 2003      | Rincón de luz            | Mateo Salinas                |                                    |
| 2004-2005 | Floricienta              | Tomás Fritzenwalden          |                                    |
| 2006      | Chiquititas sin fin      | Juan Manuel «Petardo» Flores |                                    |
| 2007-2010 | Casi ángeles             | León «Lleca» Benítez         |                                    |
| 2011      | Peter Punk               | Igor                         |                                    |
| 2011      | Decisiones de vida       | Juan                         | Episodio: «Por Micaela»            |
| 2011      | Súper bonus              | Conductor                    | Segmento de Supertorpe             |
| 2014      | Somos familia            | Miguel Insaurralde           |                                    |
| 2015-2016 | Esperanza mía            | Federico Minelli             |                                    |
| 2017-2018 | Golpe al corazón         | Diego «Peti» Figueroa        |                                    |
| 2018      | Polémica en el bar       | Panelista                    |                                    |
| 2023      | The Challenge Argentina  | Participante                 | 3.er finalista                     |
| 2023-2024 | Showmatch: Bailando 2023 | Participante                 | 20.mo eliminado                    |

### Web
| Año       | Título    | Papel     | Plataforma  |
| --------- | --------- | --------- | ----------- |
| 2019-2020 | Yeyow     | Conductor | Twitch      |
| 2022-2023 | Biri biri | Conductor | República Z |

### Videos musicales
| Año  | Video                  | Papel           | Artista          |
| ---- | ---------------------- | --------------- | ---------------- |
| 2016 | «No intentes regresar» | Interés amoroso | Valen Etchegoyen |
| 2018 | «El color de tus ojos» | Chico enamorado | Agapornis        |

## Teatro
| Año       | Título                         | Papel                        | Lugar                               |
| --------- | ------------------------------ | ---------------------------- | ----------------------------------- |
| 2001      | Saltimbanquis                  |                              | Teatro Santa María                  |
| 2003      | Rincón de luz                  | Mateo Salinas                | Teatro Gran Rex                     |
| 2004-2005 | Floricienta                    | Tomás Fritzenwalden          | Teatro Gran Rex                     |
| 2006      | Chiquititas sin fin            | Juan Manuel «Petardo» Flores | Teatro Gran Rex                     |
| 2007-2010 | Casi ángeles                   | León «Lleca» Benítez         | Teatro Gran Rex                     |
| 2015      | Esperanza mía, el musical      | Federico Minelli             | Gira nacional                       |
| 2016      | El canasto                     | Antonio                      | Teatro Picadilly                    |
| 2017-2018 | Desesperados                   | Varios                       | Teatro Buenos Aires / Gira nacional |
| 2018-2019 | Sé infiel y no mires con quién | Bobby Brown                  | Teatro Candilejas                   |
| 2019      | 100 metros cuadrados           | Vendedor                     | Teatro Multitabarís                 |

## Premios y nominaciones
| Año  | Organización                  | Categoría                            | Trabajo                        | Resultado | Ref(s) |
| ---- | ----------------------------- | ------------------------------------ | ------------------------------ | --------- | ------ |
| 2017 | Fans Awards                   | Puro talento                         | Él mismo                       | Ganador   | [ 29 ] |
| 2019 | Premios VOS                   | Revelación                           | Sé infiel y no mires con quién | Ganador   | [ 18 ] |
| 2019 | Premios VOS                   | Figura en redes                      | Él mismo                       | Nominado  | [ 18 ] |
| 2019 | Premios Carlos                | Revelación masculina de la temporada | Sé infiel y no mires con quién | Ganador   | [ 19 ] |
| 2019 | Premios Estrella de Concert   | Atracción masculina de la temporada  | Sé infiel y no mires con quién | Ganador   | [ 30 ] |
| 2022 | Coscu Army Awards             | Streamer deportista                  | Él mismo                       | Nominado  |        |
| 2022 | Premios Martín Fierro Digital | Mejor instagramer                    | Él mismo                       | Nominado  | [ 31 ] |